# 陈昌谦
陈昌谦（1921年—2011年9月13日），江苏海门人，中国摄影家，新华社摄影部原副主任，中国摄影家协会原副主席、顾问，第八届中国摄影金像奖终身成就奖得主。